# Puccinia discreta
Puccinia discreta ist eine Ständerpilzart aus der Ordnung der Rostpilze (Pucciniales). Der Pilz ist ein Endoparasit des Korbblütlers Vernonia stellaris. Symptome des Befalls durch die Art sind Rostflecken und Pusteln auf den Blattoberflächen der Wirtspflanzen. Sie ist in Süd- und Mittelamerika verbreitet.

## Merkmale

### Makroskopische Merkmale
Puccinia discreta ist mit bloßem Auge nur anhand der auf der Oberfläche des Wirtes hervortretenden Sporenlager zu erkennen. Sie wachsen in Nestern, die als gelbliche bis braune Flecken und Pusteln auf den Blattoberflächen erscheinen.

### Mikroskopische Merkmale
Das Myzel von Puccinia discreta wächst wie bei allen Puccinia-Arten interzellulär und bildet Saugfäden, die in das Speichergewebe des Wirtes wachsen. Ihre Spermogonien wachsen oberseitig in kleinen Gruppen auf den Oberflächen der Wirtsblätter. Die Aecien der Art sind unbekannt. Uredien fehlen dem Pilz. Die blattoberseitig wachsenden Telien der Art sind zimtbraun, dicht gruppiert, pulverig und unbedeckt. Die goldbraunen Teliosporen sind zweizellig, in der Regel ellipsoid, tailliert, fein runzlig und meist 25–43 × 21–25 µm groß. Ihre Stiele sind farblos.

## Verbreitung
Das bekannte Verbreitungsgebiet von Puccinia discreta reicht von Südamerika bis Mexiko.

## Ökologie
Die Wirtspflanzen von Puccinia discreta ist Vernonia stellaris und Vernonia deppeana. Der Pilz ernährt sich von den im Speichergewebe der Pflanzen vorhandenen Nährstoffen, seine Sporenlager brechen später durch die Blattoberfläche und setzen Sporen frei. Die Art durchläuft einen mikrozyklischen Entwicklungszyklus mit Spermogonien, Aecien und Telien. Als autöker Parasit macht sie keinen Wirtswechsel durch.